# Транснадёжность
Транснадёжность — четвёртый студийный альбом советского музыкального ансамбля «Звуки Му», выпущенный в 1991 году. Это был последний альбом «Звуков Му», записанный в «золотом составе» группы: Пётр Мамонов, Алексей Бортничук, Александр Липницкий, Павел Хотин и Алексей Павлов. После записи альбома «Транснадёжность» «Звуки Му» официально распалась и перестала существовать как группа (до 1993 года).
Весь альбом целиком и полностью был выдержан в минорной психоделической тональности, нередко сопровождаемой какофоническим звучанием в песнях и неординарностью текстов Петра Мамонова. Считается, по мнению критиков и поклонников, «самым странным» или же «самым психоделическим» альбомом Звуков Му».
Альбом переиздавался на CD в 1994 году, на лейблах «Отделение Мамонов» и Moroz Records.

## История альбома
Осенью 1989 года Пётр Мамонов принял решение распустить группу «Звуки Му», устроив перед распадом прощальный тур по Сибири (Новосибирск, Омск, Ангарск, Иркутск, Красноярск). В советской телепередаче «Программа А» Мамонов заявил о роспуске коллектива и о том, что собирается создавать новый проект под названием «Мамонов и Алексей».
Тем не менее, западные партнёры оказались недовольны подобным изменениям, так как в раскрутку группы «Звуки Му» были вложены средства и предстоял второй тур по Соединённым Штатам после умеренного успеха альбома, записанного Брайаном Ино. Согласно контракту с Opal Records, где был записан альбом «Zvuki Mu», группе предстояло сыграть в Мэдисоне, Чикаго и Детройте: финальный концерт группы в «золотом составе» прошёл в Нью-Йорке 17 мая 1990 года.
Ошеломленные новостью о роспуске группы в конце 1989 года Александр Липницкий, Павел Хотин и Алексей Павлов находились в состоянии апатии, однако согласились поехать в последний американский тур, будучи уже «изгнанными из группы».
Прежде, чем разойтись окончательно, музыканты в последний раз собрались вместе для записи альбома «Транснадёжность». Запись проходила летом 1990 года, тогда же стала распространяться в виде магнитоальбома. В студии царила атмосфера упадничества и тоски, музыканты были огорчены роспуском состава, и это сказалось на звучании: многие песни, исполнявшиеся на концерте, в записи потеряли динамику и энергетику. Как впоследствии написал Сергей Гурьев в книге «Звуки Му» 2008 года, «артистизм самой концепции превращался в застывший оскал».
Известно, что в основу альбома легли песни, написанные группой «Звуки Му» в 1987—1989 годы, которые участники группы «обработали» в 1989—1990 годах. В альбоме так же присутствуют песни, написанные в период создания альбома «Простые вещи» (1984—1987), это «Цветы на огороде» и «Забытый секс». Ещё в 1989 году группа «Звуки Му» дала концерт «Транснадёжность Live» в ДК Ленсовета, исполнив песни, вошедшие в будущий альбом.

## Критика

### Современники
Наконец-то миф о том, что ЗВУКИ МУ - сугубо концертная группа, развеян. Жаль, правда, что посмертно.
Альбом состоит из девяти звуковых дорожек с сильным психоделическим зарядом, отличающихся превосходным саундом (звукооператор Антон Марчук - отличная работа!). Сам Мамонов создает вереницу незабываемых образов: суицидно-фатальный "Турист", эпатирующий "Нестрашный Му", мрачный представитель "дна" из "Люси"... В общем, круто! Как и должно было быть для "прощального салюта" этой команды.
— А.Шлыков, журнал «Rock Fuzz», 1992 год

### Ретроспектива и признание
В книге «История группы «Звуки Му» Сергей Гурьев писал о записи альбома:

На «Транснадежности» возникшая уже в эпоху «Крыма» изощренность стала сочетаться с холодной жесткостью, превращавшей артистизм концепции, образно выражаясь, в эдакий застывший оскал. Полнокровный выброс брутального иррационализма прорастал хмурой интеллектуальной рефлексией. Это обернулось ощущением некоторой вымученности, но здесь сыграли свою роль и субъективные факторы записи, осуществленной значительно позже, летом 1990 года, когда пресловутый классический состав по сути уже распался – и данным релизом, в общем-то, прощался с жизнью.
— Сергей Гурьев
В 2021 году музыкальный критик Денис Бояринов в журнале Музыкальная жизнь сравнивал группу с The Beatles и отзывался об альбоме крайне положительно:

Если продолжать битловские аналогии, то «Транснадежность» – это звукимушный Let It Be, альбом очень печальный, хроники распада, конец одного романа. Но и очень сильный альбом, в котором «Звуки Му» опровергают два стереотипа о себе: что они – группа концертная, и что они – группа Петра Мамонова. «Транснадежность» – это то, что от «Звуков Му» никто никогда и не ждал: изысканная студийная работа коллектива. — Денис Бояринов
В 2022 году альбом занял 44-е место в списке «100 лучших постсоветских альбомов по версии сайта Афиша Daily»: 

 
Последний и самый безумный альбом классического состава «Звуков»: Мамонов — Бортничук — Липницкий — Хотин — Павлов. Максимальный уход в сторону от песенной формы: Мамонов шепчет, мелодекламирует, молчит и в меньшей степени поет, пока на фоне все трещит, булькает, переливается, звенит, вручает слушателю фиги и ставит ему подножки. Пожалуй, лучший ответ на вопрос о том, почему «Звуки Му» — самая странная и причудливая группа русского рока.
— Афиша Daily
В частности, Артём Макарский в том же 2022 году на «Афиша Daily» высказывается об альбоме так:

 
«Посмертный» альбом «Транснадежность» смог зафиксировать то, кем «Звуки Му» в итоге не стали: великой группой, балансирующей где-то между искусством и кабаком; нашлось там и место заглавной песне, построенной на издевательском переигрывании «Smoke on the Water», и вгоняющей в транс и вместе с тем мучительной десятиминутной песне «Люся», и минималистичной и тревожной композиции «Пес».
— Артём Макарский

## Список композиций
Слова и музыка всех песен написаны Петром Мамоновым.
| №   | Название           | Длительность |
| --- | ------------------ | ------------ |
| 1.  | «Транснадёжность»  | 3:17         |
| 2.  | «Турист»           | 2:21         |
| 3.  | «Забытый секс»     | 6:17         |
| 4.  | «Инструментал»     | 3:37         |
| 5.  | «Пробковый пояс»   | 1:34         |
| 6.  | «Нестрашный МУ»    | 5:39         |
| 7.  | «Спиритизм»        | 4:57         |
| 8.  | «Пёс»              | 1:57         |
| 9.  | «Люся»             | 10:11        |
| 10. | «Цветы на огороде» | 5:02         |
| 11. | «Тишина»           | 1:05         |

## Участники записи
- Пётр Мамонов — голос, акустическая гитара
- Александр Липницкий — бас-гитара
- Алексей Бортничук — гитара
- Павел Хотин — клавишные, бэк-вокал
- Алексей Павлов — ударные
- Антон Марчук — звукорежиссёр
- Андрей Пастернак — инженер звукозаписи
- Юрий Родин — художник, автор обложки альбома